# L'operaio e la kolchoziana
L'operaio e la kolchoziana (in russo Рабо́чий и колхо́зница?, Rabočij i kolchoznica) è una statua alta 24.5 metri in acciaio inossidabile eseguita da Vera Muchina per l'Expo 1937 tenutasi a Parigi, e successivamente trasferita a Mosca. Questa scultura è un esempio dello stile del realismo socialista, così come dello stile art déco. L'operaio tiene in alto un martello e la kolchoziana, ovvero la contadina del kolchoz, una falce, ricreando il simbolo della falce e martello.

## Descrizione

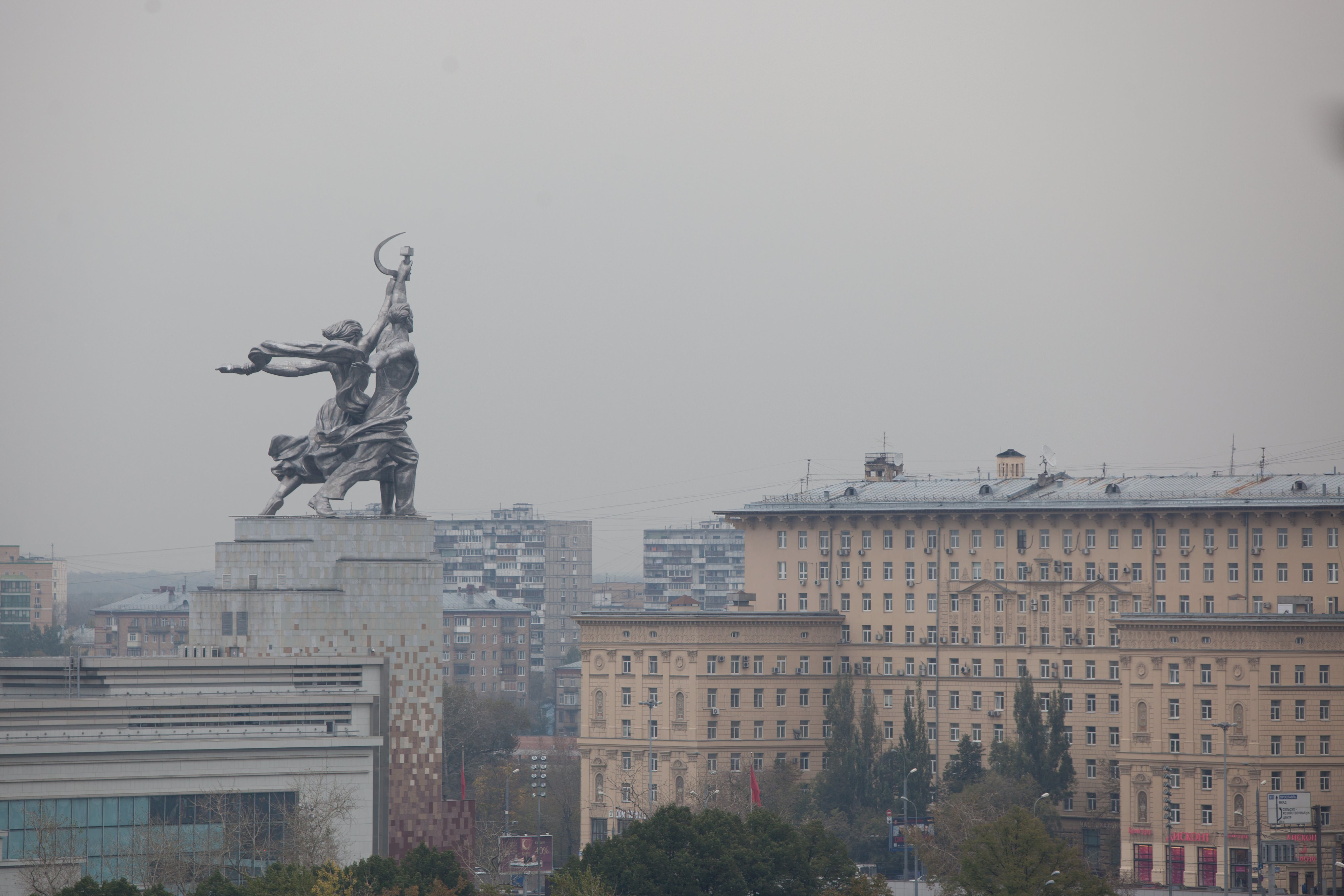
Veduta dall'arco dell'ingresso principale alla VDNCh

La scultura venne originalmente eretta per coronare il padiglione sovietico, progettato da Boris Iofan, dell'esposizione internazionale in Francia. Gli organizzatori collocarono i padiglioni tedesco e sovietico l'uno di fronte all'altro nel boulevard principale del Trocadéro, lungo l'argine settentrionale della Senna.
Albert Speer, incaricato di progettare il padiglione tedesco, ebbe modo di vedere alcuni disegni segreti inerenti al padiglione russo durante un giro d'ispezione del sito dell'Expo. Rimase colpito da «una coppia di figure scolpite, incedenti trionfalmente verso il padiglione tedesco» e progettò una risposta architettonica all'imponente gruppo scultoreo.
Vera Muchina fu ispirata dallo studio di opere classiche, quali Armodio e Aristogitone, la Nike di Samotracia e La Marsigliese - gruppo scultoreo eseguito da François Rude per l'Arco di Trionfo - per portare nel cuore di Parigi una composizione monumentale sulla fiducia nel socialismo.
Muchina si ispirò ai due prototipi, i tirannicidi Armodio e Aristogitone, simboli della democrazia ateniese, e Nike, la personificazione della vittoria, per rappresentare gli ideali dell'Unione Sovietica: l'aspirazione al futuro, la forza creativa e realizzativa e la disponibilità a lavorare e a lottare per il progresso.
(Vera Muchina)
Sebbene, come la stessa Muchina disse, la sua scultura avrebbe dovuto «continuare l'idea propria dell'edificio, e dunque la statua  fosse intesa come una porzione inseparabile dell'intera struttura», al termine della fiera L'operaio e la kolchoziana venne ricollocata a Mosca, posta giusto al di fuori dell'Esposizione delle conquiste dell'economia nazionale. Nel 1941 l'opera permise alla sua autrice di ottenere uno dei primi premi Stalin.
Nel 2009, il monumento è stato restaurato e installato su un nuovo piedistallo di 34,5 metri, le cui proporzioni riprendono quelle del padiglione sovietico originale in Francia. Nel complesso, tra le statue e il padiglione, il monumento è alto 59 metri.

## Curiosità
L'operaio e la kolchoziana fu scelta nel 1947 come logo per la casa di produzione cinematografica Mosfil'm e può essere riconosciuta nei titoli di testa di molti film russi prodotti dalla Mosfil'm stessa.
Il monumento venne elogiato e ammirato fra gli altri da Pablo Picasso, Romain Rolland e Louis Aragon. La stampa francese definì il monumento "la più grande opera di scultura del XX secolo".
Una gigantesca riproduzione in movimento della statua, con falce e martello sospesi sopra l'arena, è stata presentata nella cerimonia di apertura dei XXII Giochi olimpici invernali a Sochi in Russia, a simboleggiare il periodo di grande industrializzazione seguito alla Rivoluzione Bolscevica.

## Galleria fotografica e francobolli

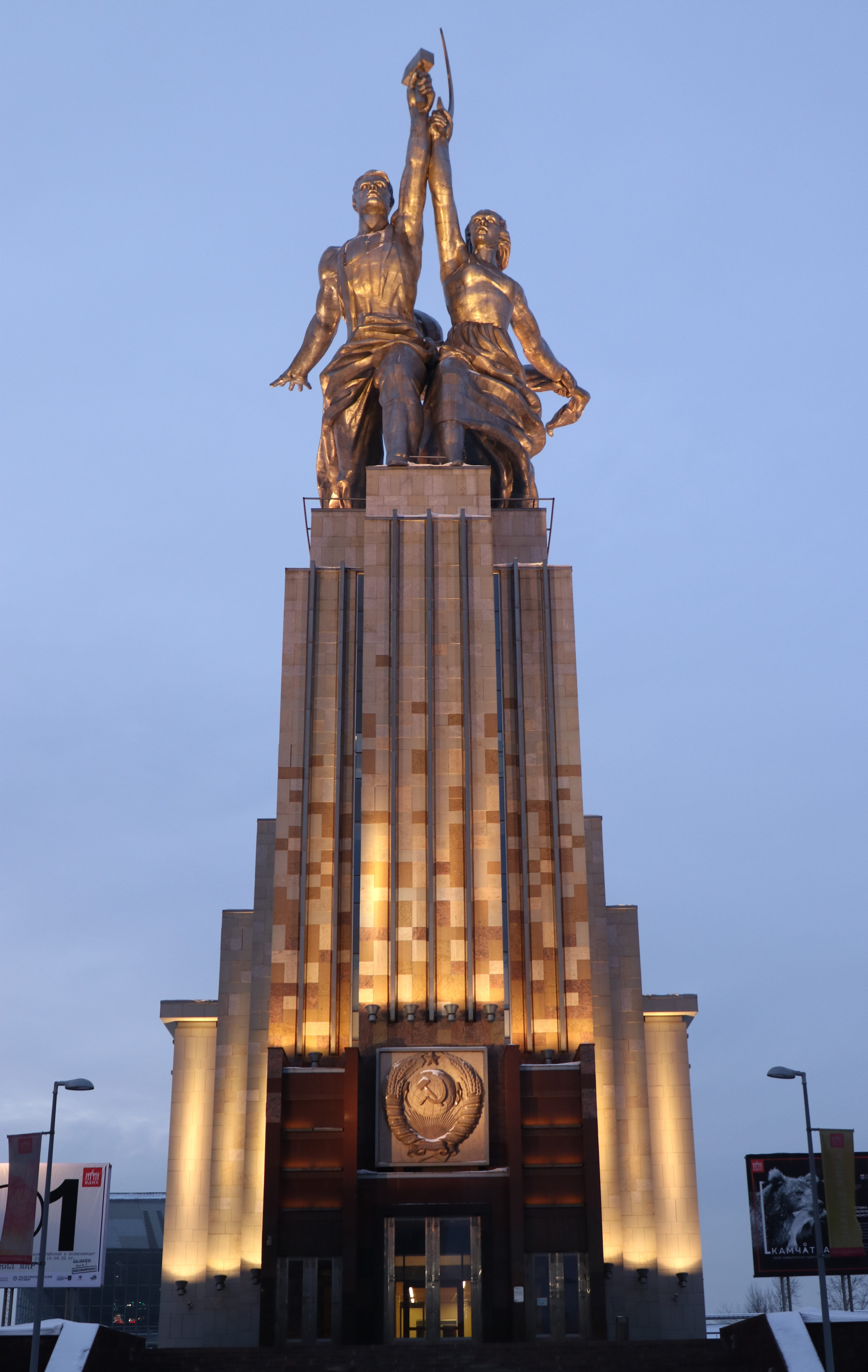
Foto del monumento del 4 gennaio 2022
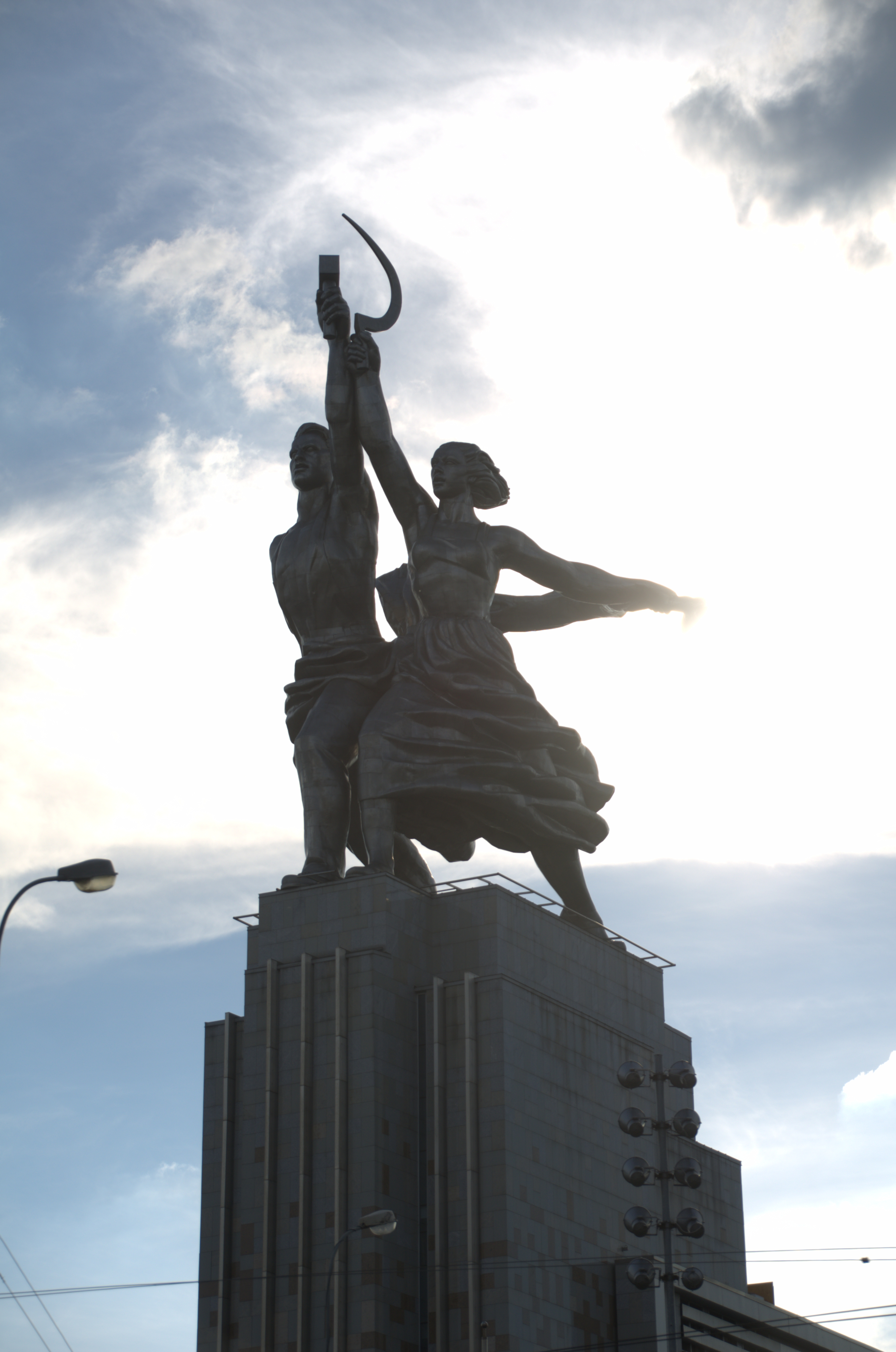
Foto del monumento del 1º agosto 2016
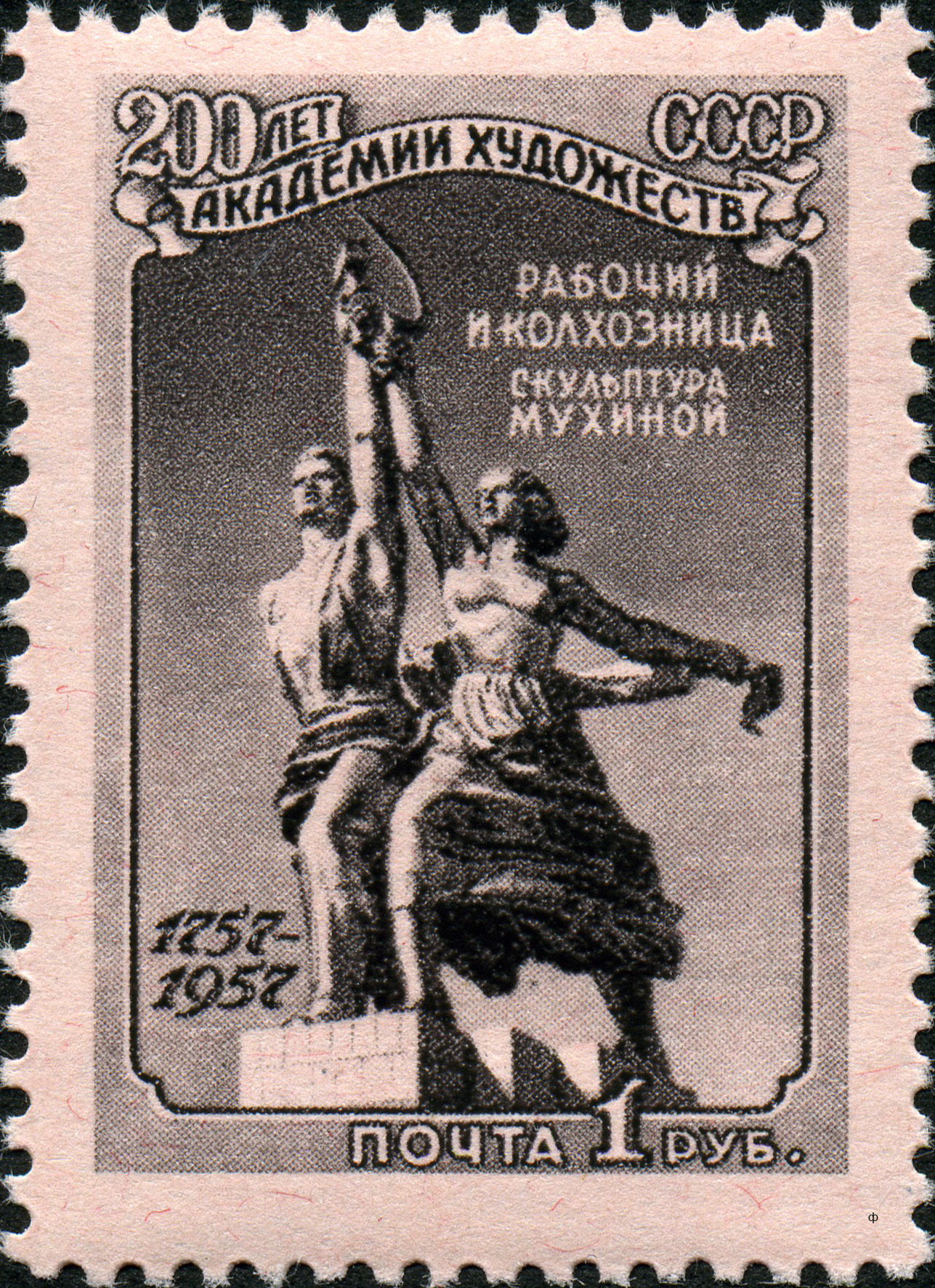
Francobollo sovietico (1957)
Francobollo sovietico (1976)
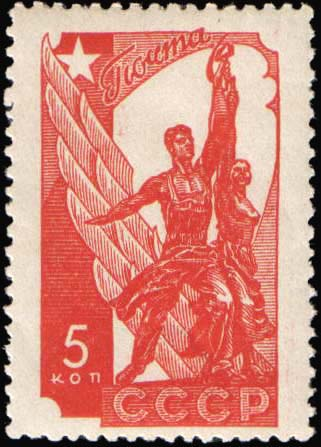
Francobollo (1938) per la partecipazione dell'URSS all'Esposizione Internazionale di Parigi del 1937, 5 copechi
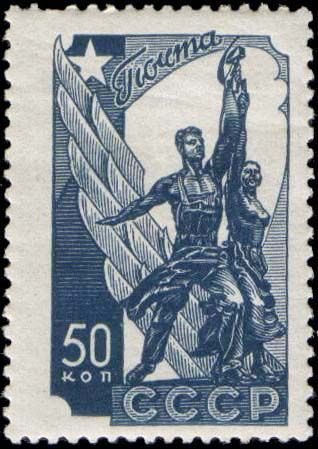
Francobollo (1938) per la partecipazione dell'URSS all'Esposizione Internazionale di Parigi del 1937, 50 copechi
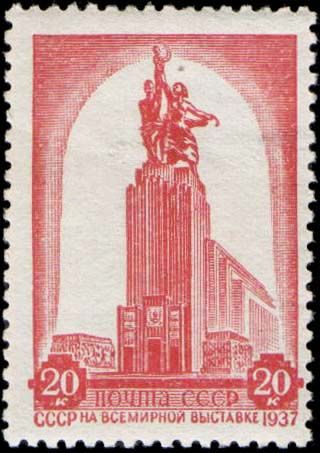
Francobollo (1938) per la partecipazione dell'URSS all'Esposizione Internazionale di Parigi del 1937
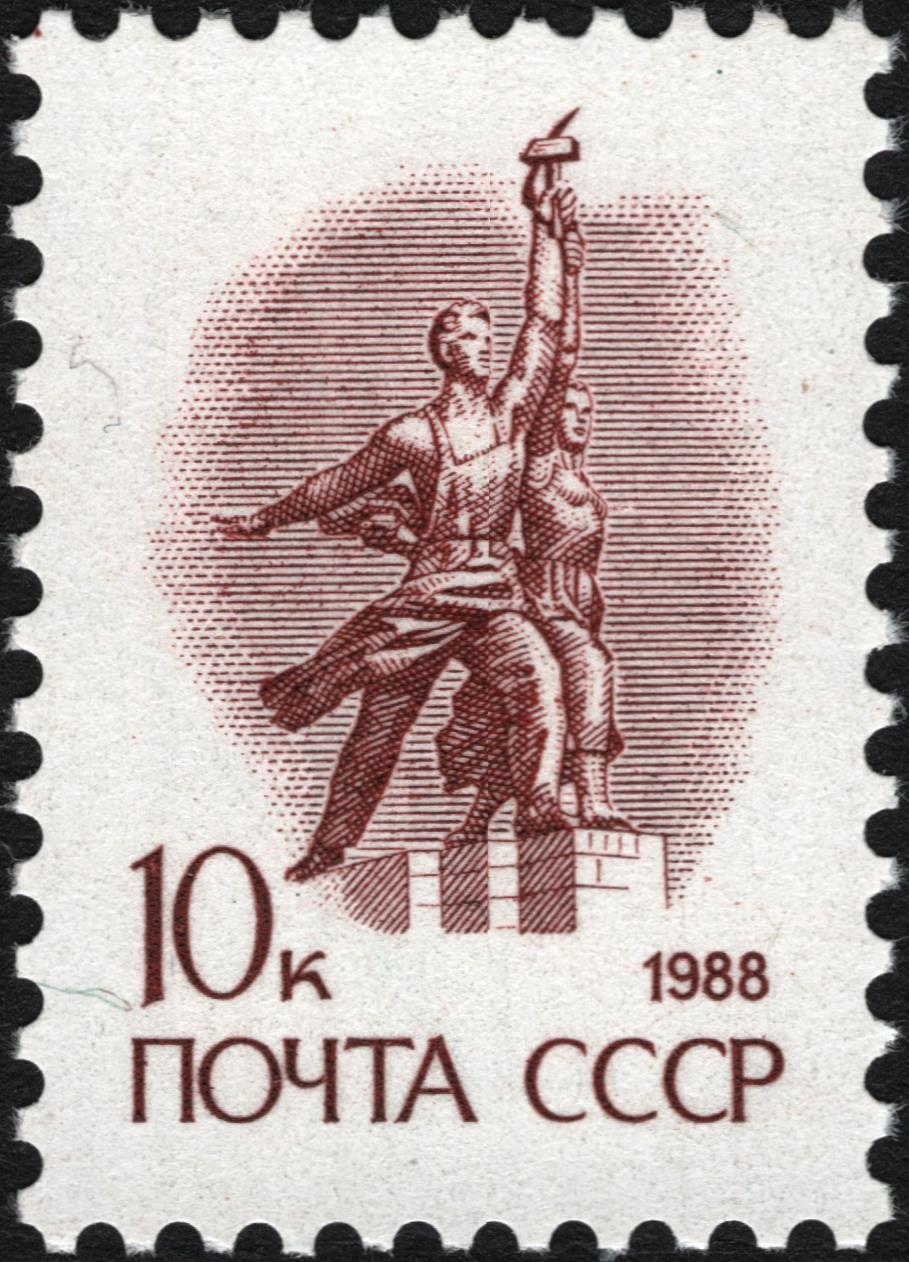
Francobollo sovietico (1988)
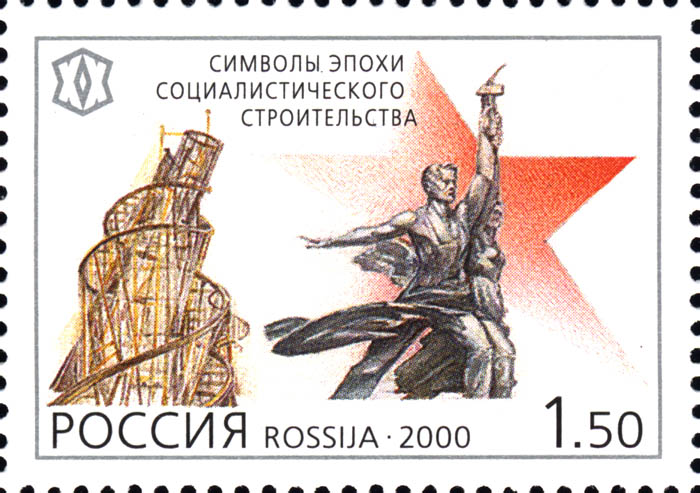
L'opera è stata commemorata sui francobolli russi anche nel 2000, dopo la fine dell'URSS
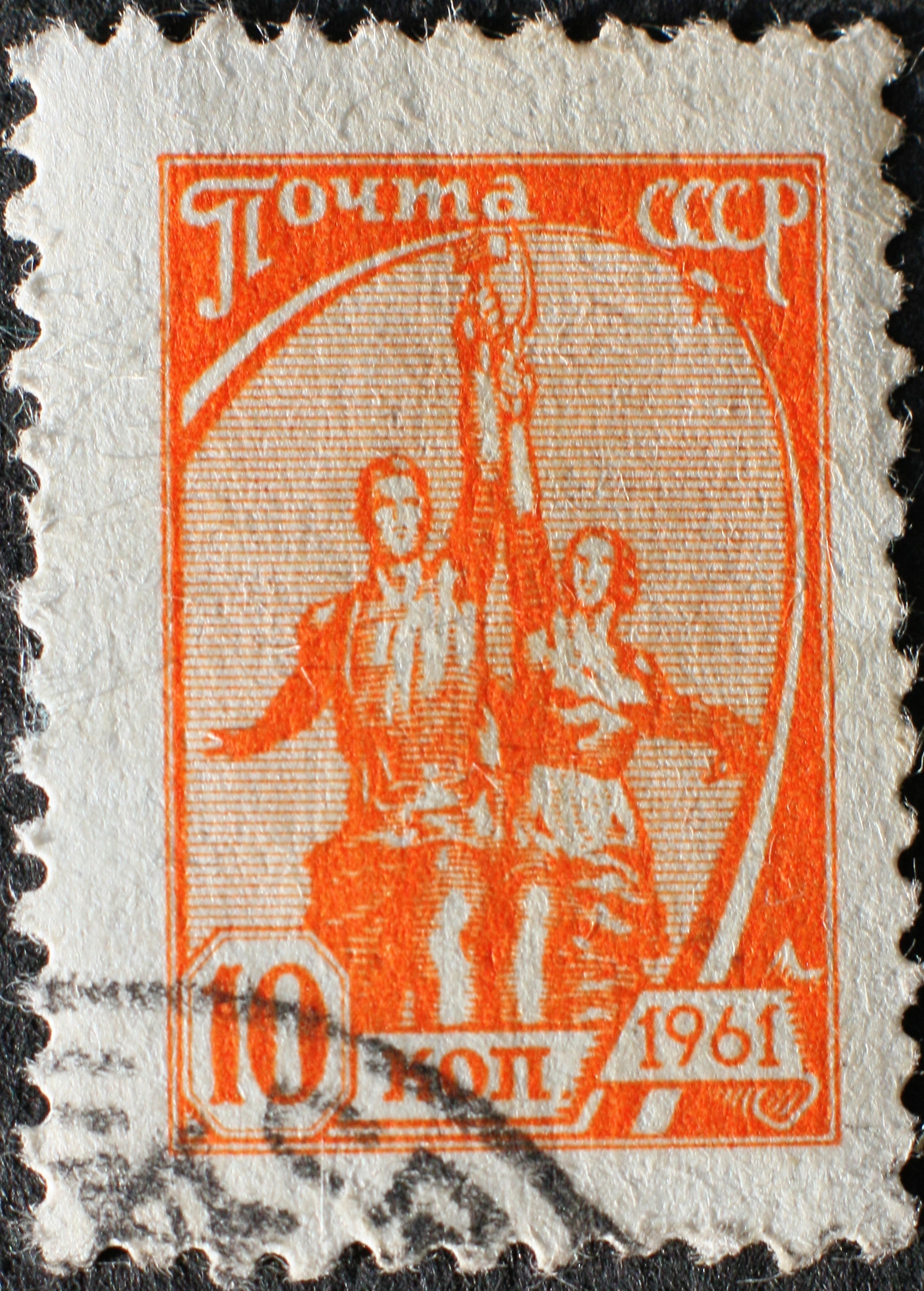
Francobollo sovietico (1961)
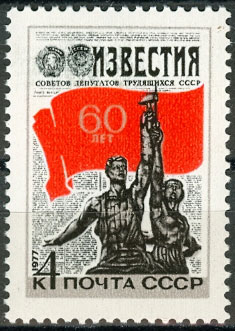
Francobollo sovietico (1977)
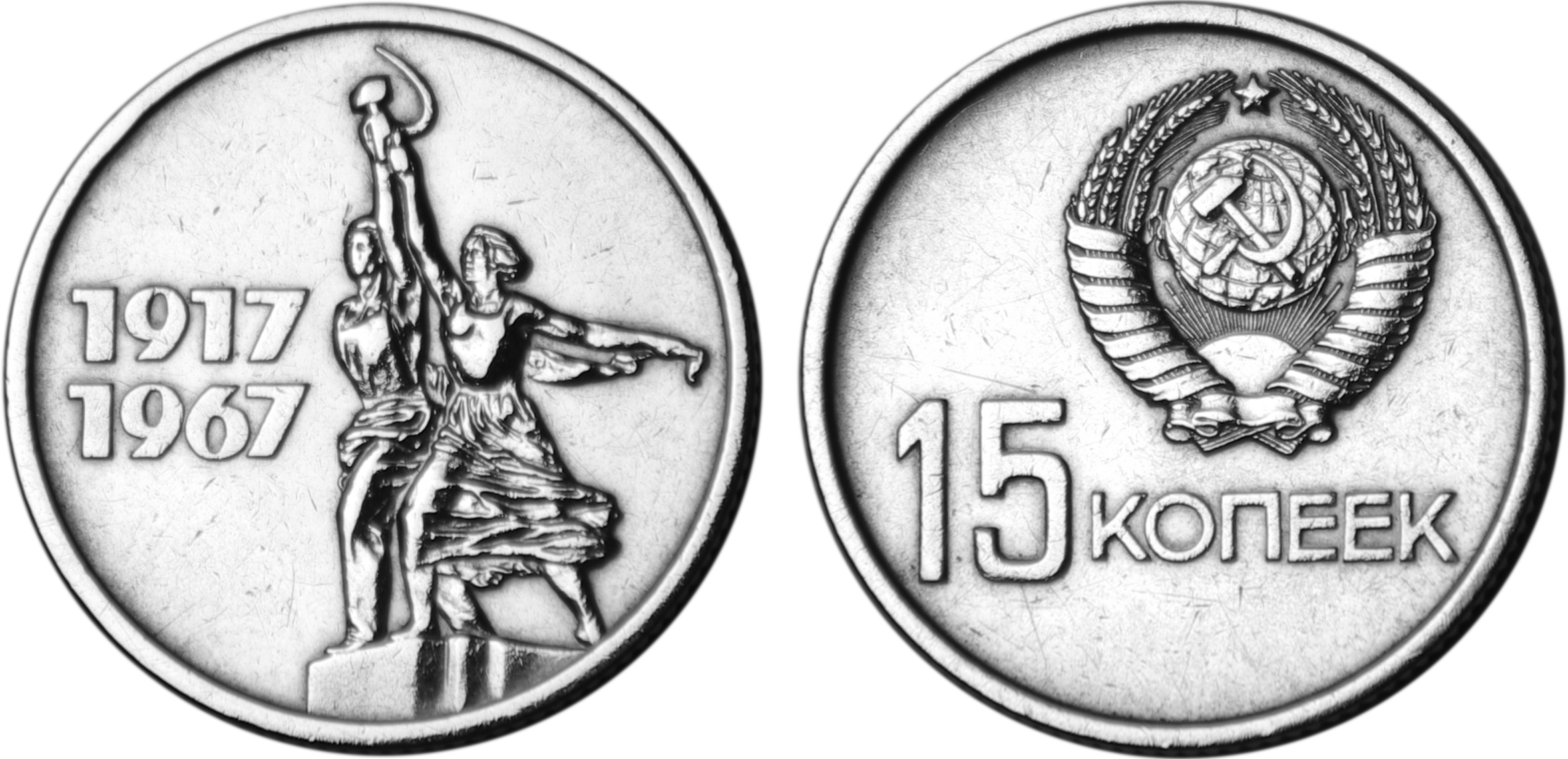
Moneta "50 anni di potere sovietico", 15 copechi